# 상주 두곡리 뽕나무
상주 두곡리 뽕나무(尙州 豆谷里 뽕나무)는 대한민국 경상북도 상주시 은척면 두곡리에 있는 뽕나무이다. 1972년 12월 29일 경상북도의 기념물 제1호 은척면의 뽕나무로 지정되었다가, 2020년 2월 3일 대한민국의 천연기념물 제559호로 승격되었다.

## 개요
뽕나무는 추위에 견디는 힘이 강해 전국 어디에서나 자란다. 나무껍질은 회갈색 또는 회백색이고, 잎은 긴 타원형으로 가장자리에 둔한 톱니가 있다. 꽃은 6월에 피고, 열매도 6월에 맺어 검은색으로 익는다. 뽕나무 잎은 누에치기에 있어서 필수적이라 국가에서는 일찍부터 뽕나무 재배를 권장하였다.
은척면 뽕나무의 나이는 300년 정도로 추정되며, 높이는 12m, 둘레는 2.7m이다. 줄기는 둘로 갈라져 있으며, 뽕잎은 누에고치 30kg를 생산할 수 있을 만큼 왕성하게 자란다. 조선 인조(재위 1623∼1649) 때 뽕나무의 재배를 권장했던 기록으로 보아 조선시대에 심은 것으로 추정된다.
은척면의 뽕나무는 누에고치의 본고장이라 자랑하는 상주의 오랜 양잠(養蠶) 역사와 전통을 입증해주는 기념물이다.

## 천연기념물 지정사유
상주 두곡리 뽕나무는 뽕나무로서 보기 드문 노거수로서 아름다운 수형을 유지하고 있으며 매년 많은 양의 오디가 열릴 정도로 수세도 양호하고, 우리의 생활문화와 밀접한 관계가 있는 등 민속적, 학술적 가치가 높을 뿐만 아니라 상주지역이 양잠이 번성했음을 알려주는 지표로서 역사적 가치가 크다.

## 같이 보기
- 뽕나무

## 참고 자료
- 상주 두곡리 뽕나무 - 국가유산청 국가유산포털